# Pagóry Jaworznickie
Pagóry Jaworznickie (341.14) – region naturalny znajdujący się w południowej Polsce, południowo-wschodnia część Wyżyny Śląskiej; obejmuje głównie tereny miasta Jaworzna oraz fragmenty miejscowości położonych w jego okolicach m.in.: Lędzin, Imielina, Chełma Śląskiego, Chełmka, Libiąża, Chrzanowa, Balina, Mysłowic, Katowic i Tychów. Łączna powierzchnia regionu wynosi 513 km². Od otaczających je Wyżyn: Olkuskiej, Katowickiej i Garbu Tarnogórskiego, Pagóry Jaworznickie różnią się mniej zwartymi formami rzeźby terenu. Od południowego wschodu graniczą z Rowem Krzeszowickim i Garbem Tenczyńskim, a od południa z częścią Kotliny Oświęcimskiej tj. z Równiną Pszczyńską i Doliną Górnej Wisły.
Budujące region dolomity triasowe nie tworzą tu doskonale ciągłej i zwartej powierzchni, lecz izolowane pagóry porozdzielane systemem różnorodnych obniżeń. W obniżeniach tych osadziły się, w pokładach o znacznej miąższości, piaski lodowcowe i rzeczne, co sprzyja budowie na tych terenach kopalń piasku. Najwyższym wzniesieniem regionu jest Góra Pod Wiankiem mierząca 357 m n.p.m.
Z budujących podłoże skał wieku karbońskiego wydobywa się cynk, ołów oraz węgiel kamienny.
Pod względem etnograficznym i historycznym większa część Pagórów Jaworznickich leży w Małopolsce, a fragmenty zachodnie na Górnym Śląsku.